# Chiesa di San Francesco (Buti)
La chiesa di San Francesco si trova a Buti.

## Storia e descrizione
Edificata tra il XIII ed il XIV secolo, la chiesa, inizialmente riservata alle monache di un adiacente monastero, ha subito profonde trasformazioni nel corso dei secoli XVII-XVIII. 
A destra si erge il massiccio campanile, in cui si aprono tre ordini di eleganti bifore, decorato con interessanti inserti scultorei tra cui Cristo che sorregge il mondo.
L'interno, ad unica aula con transetto, mantiene l'aspetto fastoso degli interventi sei-settecenteschi e custodisce alcuni interessanti dipinti: all'altare è una tela con la Madonna del Carmine e Santi firmata da Jacopo Benettini, detto il Sordo da Pisa e databile probabilmente al primo decennio del Seicento, in cui è visibile l'influsso del baroccismo senese, presente anche a Pisa. Sulle pareti sono anche quattro ovali con i Santi Gaetano, Francesca Romana, Giuseppe e Andrea del butese Jacopo Danielli (1731).